# Женска фудбалска репрезентација Теркса и Кејкоса
Женска фудбалска репрезентација Теркса и Кејкоса (енгл. Turks and Caicos Islands women's national football team), је национална женска фудбалска репрезентација острва Теркс и Кејкос, а надгледа је Фудбалски савез Теркса и Кејкоса.

## Такмичарски рекорд

### ФИФА Светско првенство за жене
| Светско првенство у фудбалу за жене резултати | Светско првенство у фудбалу за жене резултати | Светско првенство у фудбалу за жене резултати | Светско првенство у фудбалу за жене резултати | Светско првенство у фудбалу за жене резултати | Светско првенство у фудбалу за жене резултати | Светско првенство у фудбалу за жене резултати | Светско првенство у фудбалу за жене резултати | Светско првенство у фудбалу за жене резултати | Светско првенство у фудбалу за жене резултати |
| Година                                        | Резултат                                      | Ута                                           | Поб                                           | Нер*                                          | Изг                                           | ГД                                            | ГП                                            | ГР                                            |                                               |
| --------------------------------------------- | --------------------------------------------- | --------------------------------------------- | --------------------------------------------- | --------------------------------------------- | --------------------------------------------- | --------------------------------------------- | --------------------------------------------- | --------------------------------------------- | --------------------------------------------- |
| 1991                                          | Није учествовала                              | Није учествовала                              | Није учествовала                              | Није учествовала                              | Није учествовала                              | Није учествовала                              | Није учествовала                              | Није учествовала                              |                                               |
| 1995                                          | Није учествовала                              | Није учествовала                              | Није учествовала                              | Није учествовала                              | Није учествовала                              | Није учествовала                              | Није учествовала                              | Није учествовала                              |                                               |
| 1999                                          | Није учествовала                              | Није учествовала                              | Није учествовала                              | Није учествовала                              | Није учествовала                              | Није учествовала                              | Није учествовала                              | Није учествовала                              |                                               |
| 2003                                          | Није учествовала                              | Није учествовала                              | Није учествовала                              | Није учествовала                              | Није учествовала                              | Није учествовала                              | Није учествовала                              | Није учествовала                              |                                               |
| 2007                                          | Није се квалификовала                         | Није се квалификовала                         | Није се квалификовала                         | Није се квалификовала                         | Није се квалификовала                         | Није се квалификовала                         | Није се квалификовала                         | Није се квалификовала                         |                                               |
| 2011                                          | Није се квалификовала                         | Није се квалификовала                         | Није се квалификовала                         | Није се квалификовала                         | Није се квалификовала                         | Није се квалификовала                         | Није се квалификовала                         | Није се квалификовала                         |                                               |
| 2015                                          | Није се квалификовала                         | Није се квалификовала                         | Није се квалификовала                         | Није се квалификовала                         | Није се квалификовала                         | Није се квалификовала                         | Није се квалификовала                         | Није се квалификовала                         |                                               |
| 2019                                          | Није се квалификовала                         | Није се квалификовала                         | Није се квалификовала                         | Није се квалификовала                         | Није се квалификовала                         | Није се квалификовала                         | Није се квалификовала                         | Није се квалификовала                         |                                               |
| 2023                                          | Није се квалификовала                         | Није се квалификовала                         | Није се квалификовала                         | Није се квалификовала                         | Није се квалификовала                         | Није се квалификовала                         | Није се квалификовала                         | Није се квалификовала                         |                                               |
| Укупно                                        | 0/9                                           | -                                             | -                                             | -                                             | -                                             | -                                             | -                                             | -                                             |                                               |

*Означава нерешене утакмице укључујући нокаут мечеве одлучене извођењем једанаестераца.

### Конкакафов шампионат за жене
| Конкакафов шампионат у фудбалу за жене резултати | Конкакафов шампионат у фудбалу за жене резултати | Конкакафов шампионат у фудбалу за жене резултати | Конкакафов шампионат у фудбалу за жене резултати | Конкакафов шампионат у фудбалу за жене резултати | Конкакафов шампионат у фудбалу за жене резултати | Конкакафов шампионат у фудбалу за жене резултати | Конкакафов шампионат у фудбалу за жене резултати | Конкакафов шампионат у фудбалу за жене резултати | Конкакафов шампионат у фудбалу за жене резултати |
| Година                                           | Резултат                                         | Ута                                              | Поб                                              | Нер*                                             | Изг                                              | ГД                                               | ГП                                               | ГР                                               |                                                  |
| ------------------------------------------------ | ------------------------------------------------ | ------------------------------------------------ | ------------------------------------------------ | ------------------------------------------------ | ------------------------------------------------ | ------------------------------------------------ | ------------------------------------------------ | ------------------------------------------------ | ------------------------------------------------ |
| 1991                                             | Није учествовала                                 | Није учествовала                                 | Није учествовала                                 | Није учествовала                                 | Није учествовала                                 | Није учествовала                                 | Није учествовала                                 | Није учествовала                                 |                                                  |
| 1993                                             | Није учествовала                                 | Није учествовала                                 | Није учествовала                                 | Није учествовала                                 | Није учествовала                                 | Није учествовала                                 | Није учествовала                                 | Није учествовала                                 |                                                  |
| 1994                                             | Није учествовала                                 | Није учествовала                                 | Није учествовала                                 | Није учествовала                                 | Није учествовала                                 | Није учествовала                                 | Није учествовала                                 | Није учествовала                                 |                                                  |
| 1998                                             | Није учествовала                                 | Није учествовала                                 | Није учествовала                                 | Није учествовала                                 | Није учествовала                                 | Није учествовала                                 | Није учествовала                                 | Није учествовала                                 |                                                  |
| 2000                                             | Није учествовала                                 | Није учествовала                                 | Није учествовала                                 | Није учествовала                                 | Није учествовала                                 | Није учествовала                                 | Није учествовала                                 | Није учествовала                                 |                                                  |
| 2002                                             | Није учествовала                                 | Није учествовала                                 | Није учествовала                                 | Није учествовала                                 | Није учествовала                                 | Није учествовала                                 | Није учествовала                                 | Није учествовала                                 |                                                  |
| 2006                                             | Није се квалификовала                            | Није се квалификовала                            | Није се квалификовала                            | Није се квалификовала                            | Није се квалификовала                            | Није се квалификовала                            | Није се квалификовала                            | Није се квалификовала                            |                                                  |
| 2010                                             | Није се квалификовала                            | Није се квалификовала                            | Није се квалификовала                            | Није се квалификовала                            | Није се квалификовала                            | Није се квалификовала                            | Није се квалификовала                            | Није се квалификовала                            |                                                  |
| 2014                                             | Није се квалификовала                            | Није се квалификовала                            | Није се квалификовала                            | Није се квалификовала                            | Није се квалификовала                            | Није се квалификовала                            | Није се квалификовала                            | Није се квалификовала                            |                                                  |
| 2018                                             | Одистала                                         | Одистала                                         | Одистала                                         | Одистала                                         | Одистала                                         | Одистала                                         | Одистала                                         | Одистала                                         |                                                  |
| 2022                                             | Није се квалификовала                            | Није се квалификовала                            | Није се квалификовала                            | Није се квалификовала                            | Није се квалификовала                            | Није се квалификовала                            | Није се квалификовала                            | Није се квалификовала                            |                                                  |
| Укупно                                           | 0/10                                             | -                                                | -                                                | -                                                | -                                                | -                                                | -                                                | -                                                |                                                  |

*Означава нерешене утакмице укључујући нокаут мечеве одлучене извођењем једанаестераца.